# Helen O'Connell
Helen O'Connell, född 23 maj 1920 i Lima, Ohio, död 9 september 1993 i San Diego, Kalifornien, var en amerikansk sångerska och skådespelare. Hon var en av de mest framträdande storbandssångarna under 1940-talet.

## Biografi
O'Connell växte upp i Toledo i den nordvästra änden av Ohio. Vid 15 års ålder sjöng hon och den äldre systern Alice duett på klubbar, hotell och radiostationer i Toledo.

### Karriär
O'Connell lanserade sig som sångerska i storband, via Larry Funk och hans Band of a Thousand Melodies. Hon sjöng med Funks band när Jimmy Dorseys manager upptäckte henne.
Hon blev 1939 en del av Dorseys band, där hon i början av 1940-talet nådde sina största försäljningsframgångar med låtar som "Green Eyes", "Amapola", "Tangerine" och  "Yours". På dessa latinamerikanskt influerade numren delade hon sången med croonern Bob Eberly. O'Connell valdes av Downbeats läsare till både 1940 och 1941 års bästa sångerska. Hon vann även tidningen Metronomes läsaromröstning om 1940 års bästa sångerska. I en dödsruna 1993 beskrev Associated Press O'Connell som "the darling of GIs during World War II" ('frontsoldaternas älskling under andra världskriget').
Helen O'Connell trädde 1943 tillbaka från underhållningsbranschen, i samband med sitt första äktenskap. När äktenskapet upplöstes 1951 återtog hon sångkarriären med viss framgång och återkommande framträdanden i TV. 1953 var O'Connell och Bob Eberly värdar för TV's Top Tunes en sommarersättare för Perry Comos reguljära TV-show på CBS. I programmet deltog även Ray Anthony och hans orkester.
I mars 1955 besökte O'Connell Australien. Man var "förband" till Johnny Rays stora turné, som satte ett biljettrekord för Australien som stod sig i nio år (tills The Beatles slog rekordet 1964). Det ryktades även att O'Connell och Ray privat var ett par. O'Connell syntes 1956 som sångerska i The Russ Morgan Show på CBS. 1957 fick O'Connell sitt eget program – The Helen O'Connell Show – på NBC.
Helen O'Connell var en av de första återkommande kvinnliga studiomedlemmarna på NBS:s The Today Show. Där deltog hon inte som sångerska utan som diskussionspartner, vilket O'Connell i samtida intervjuer såg som en välkommen omväxling. Hon sågs i programmet från 1956 till 1958.
1961 delade hon värdskapet för NBC-programmet Here's Hollywood, där hon fungerade som intervjuare av kändisar – ofta hemma hos dem. Hon var från 1972 till 1980 en av värdarna för skönhetstävlingarna Miss USA och Miss Universum, tillsammans med Bob Barker; 1976 nominerades hon till en Emmy Award för sitt presenterande av Miss Universum-tävlingen.
O'Connell syntes på scen i duetter med Bing Crosby, Johnny Mercer och Dean Martin. Hon sjöng 1981 "Star-Spangled Banner" vid det årets Super Bowl. 2009 valdes henne inspelning från 1942 av "Aquarela do Brasil", tillsammans med Jimmy Dorsey, till att ingå i Grammy Hall of Fame.
1992 behandlades O'Connell, The Andrews Sisters och Kay Starr i programmet Those Fabulous 40s på TV-kanalen KCET. Hennes sista offentliga framträdande skedde 14 augusti 1993, vid Valley Forge Music Festival i Valley Forge, Pennsylvania.

### Personligt liv och död
O'Connell var åren 1941–1951 gift med den välbärgade playboyen Clifford Smith, Jr. Från 1957 till 1960 var hon hustru till Tom T. Chamales. Hon fick fyra barn, alla flickor. Hennes sista äktenskap var från 1991, med arrangören, dirigenten och låtskrivaren Frank De Vol. Det varade fram till hennes död den 9 september 1993 i långvarig cancer. Hon begravdes i St. Paul's Catholic Church, i Westwood i Kalifornien, där hon var församlingsmedlem.